# Antti Tuomainen
Pour les articles homonymes, voir Tuomainen.
Antti Tuomainen, né en 1971 à Helsinki, est un écrivain finlandais, auteur de thrillers.

## Biographie
Il travaille dans le milieu de la publicité, avant de se lancer dans l'écriture.
Son premier roman policier, Tappaja, toivoakseni, paru en 2006, est le récit d'un tueur qui jongle avec les valeurs de la justice, de la vengeance et de la responsabilité.
L'auteur atteint toutefois la notoriété avec La Dernière Pluie (Parantaja), son troisième thriller, qui se déroule dans un Helsinki du futur, presque totalement déserté par ses habitants depuis une série de catastrophes provoquée par les changements climatiques. Tapani, le héros, entreprend de retrouver sa femme disparue peu avant Noël. Journaliste, elle menait depuis peu une enquête sur un serial killer aux motivations politiques surnommé «Le Guérisseur». Ce roman remporte le prix Vuoden johtolanka en 2011.

## Œuvre

### Romans
- Tappaja, toivoakseni (2006)
- Veljeni vartija (2009)
- Parantaja (2010) Publié en français sous le titre La Dernière Pluie, Paris, Fleuve noir, 2013  (ISBN 978-2-265-09659-2) ; réédition, Paris, Pocket, coll. « Presses-Pocket » no 16554, 2015  (ISBN 978-2-266-24257-8)
- Synkkä niin kuin sydämeni (2013) Publié en français sous le titre Sombre est mon cœur, Paris, Fleuve noir, 2015  (ISBN 978-2-265-09866-4) ; réédition, Paris, Pocket, coll. « Presses-Pocket » no 16747, 2016  (ISBN 978-2-266-27128-8)
- Kaivos (2015) Publié en français sous le titre Aussi noir que ton mensonge, Paris, Fleuve noir, 2016  (ISBN 978-2-265-11608-5)
- Mies joka kuoli (2016) Publié en français sous le titre Derniers mètres jusqu'au cimetière, Paris, Fleuve éditions, 2019  (ISBN 978-2-265-11794-5) ; réédition, Paris, 10/18, coll. « Domaine policier » no 5522, 2020  (ISBN 978-2-264-07611-3)
- Palm Beach Finland (2017) Publié en français sous le titre Sous le soleil éternel de la Finlande, Paris, Fleuve éditions, 2020  (ISBN 978-2-265-15466-7) ; réédition, Paris, 10/18, coll. « Domaine policier » no 5658, 2021  (ISBN 978-2-264-07829-2)
- Pikku Siperia (2018) Publié en français sous le titre Au fin fond de la petite Sibérie, Paris, Fleuve éditions, 2021  (ISBN 978-2-265-15467-4) ; réédition, Paris, 10/18, coll. « Domaine policier » no 5772, 2022  (ISBN 978-2-264-08092-9)
- Jäniskerroin (2020) Publié en français sous le titre Ce matin, un lapin, Paris, Fleuve éditions, 2022  (ISBN 978-2-265-15549-7) ; réédition, Paris, 10/18, coll. « Domaine policier » no 5867, 2023  (ISBN 978-2-264-08174-2)
- Hirvikaava (2021) Publié en français sous le titre Un crocodile s'en allait à la guerre, Paris, Fleuve éditions, 2024  (ISBN 978-2-265-15550-3) ; réédition, Paris, 10/18, coll. « Domaine policier » no 6038, 2025  (ISBN 978-2-264-08503-0)
- Majavateoria (2022) Publié en français sous le titre Un castor de dix huit mètres, Paris, Fleuve éditions, 2025
- Palavat kivet (2023)
- Tapahtuu huomenna (2023)

## Prix et distinctions

### Prix
- Prix Vuoden johtolanka 2011 pour La Dernière Pluie (Parantaja)[1]

### Nomination
- Grand Prix de littérature policière 2022 pour Au fin fond de la petite Sibérie[2]

## Nomination
- Crime Fiction in Translation Dagger 2020 pour Little Siberia (Pikku Siperia)[3]